# Hocshon
Hocshon (hangul: 허천군, Hocshon-kun, handzsa: 虛川郡, RR: Hŏch'ŏn-kun, ’lakatlan környékű patak’) megye Észak-Koreában, Dél-Hamgjong (Hamgyŏng) tartományban. 1952-ben választották le Tancshon (Tanch'ŏn) és Phungszan (P'ungsan) (mai nevén: Kim Hjonggvon (Kim Hyŏng-gwon) megye) külterületéből és emelték megyei rangra.

## Földrajza
Keletről Tancshon (Tanch'ŏn), délről Tokszong (Tŏksŏng) és Tancshon (Tanch'ŏn), nyugatról a Rjanggang (Ryanggang) tartománybeli Phungszo (P'ungsŏ) és Kim Hjonggvon (Kim Hyŏng-gwŏn) megye, északról a Ranggang (Ryanggang) tartománybeli Kapszan (Kapsan) határolja.
Legmagasabb pontja a 2151 méter magas Komdokszan (검덕산; 檢德山, Kŏmdŏksan).

## Közigazgatása
1 községből (up (ŭp)), 17 faluból (ri (ri)) és 5 munkásnegyedből (rodongdzsagu (rodongjagu)) áll:
| - Hocshon-up (허천읍; 虛川邑, Hŏch'ŏn-ŭp) - Rjongvon-rodongdzsagu (룡원로동자구; 龍源勞動者區, Ryongwŏn-rodongjagu) - Mandok-rodongdzsagu (만덕로동자구; 萬德勞動者區, Mandŏk-rodongjagu) - Szangnong-rodongdzsagu (상농로동자구; 上農勞動者區, Sangnong-rodongjagu) - Szangszan-rodongdzsagu (상산로동자구; 上山勞動者區, Sangsan-rodongjagu) - Sinhong-rodongdzsagu (신홍로동자구; 新洪勞動者區, Sinhong-rodongjagu) - Kumcshang-ri (금창리; 金倉里, Kŭmch'ang-ri) - Szathap-ri (사탑리; 寺塔里, Sat'ap-ri) - Szangnam-ri (상남리; 上南里, Sangnam-ri) - Szui-ri (수의리; 守義里, Suŭi-ri) - Szuram-ri (슬암리; 瑟岩里, Sŭram-ri) - Sinphjong-ri (신평리; 新坪里, Sinp'yŏng-ri) | - Jangumphjong-ri (양음평리; 陽陰坪里, Yangŭmp'yŏng-ri) - Vapho-ri (와포리; 瓦浦里, Wap'o-ri) - Unszung-ri (운승리; 雲承里, Unsŭng-ri) - Unhung-ri (은흥리; 殷興里, Ŭnhŭng-ri) - Csangphjong-ri (장평리; 長坪里, Changp'yŏng-ri) - Csungphjong-ri (중평리; 中坪里, Chungp'yŏng-ri) - Thonghung-ri (통흥리; 通興里, T'onghŭng-ri) - Hanong-ri (하농리; 下農里, Hanong-ri) - Hvadzsang-ri (화장리; 樺庄里, Hwajang-ri) - Hvanggok-ri (황곡리; 黄谷里, Hwanggok-ri) - Hvangmjong-ri (황명리; 黄明里, Hwangmyŏng-ri) |

## Gazdaság
Hocshon (Hŏch'ŏn) megye gazdasága bányaiparra, villamosenergia-iparra, papírgyártásra és gyógyszeriparra épül.

## Oktatás
Hocshon (Hŏch'ŏn) megye 1 ipari egyetemnek, egy főiskolának, számos általános és középiskolának ad otthont.

## Egészségügy
A megye számos egészségügyi intézménnyel rendelkezik, köztük 1 megyei és kb. 40 helyi kórházzal.

## Közlekedés
A megye közutakon a szomszédos helységek felől közelíthető meg. A megye vasúti kapcsolattal rendelkezik, a Hocshon (Hŏch'ŏn) és a Mandok (Mandŏk) vonalak része.